# Bryidae
Die Bryidae sind die größte Unterklasse der Laubmoose (Bryophyta).

## Merkmale
Das Protonema der Bryidae ist stets ein Geflecht aus Zellfäden. Die Blätter sind spiralig angeordnet (nur in Ausnahmen 2-, 3- oder 5-zeilig). Sie besitzen Rhizoide. In den Antheridien- und Archegonienständen gibt es Paraphysen. Weiters gibt es Paraphyllien und Pseudoparaphyllien.
Der Sporophyt ist charakterisiert durch das Vorhandensein eines Peristoms und ein hohlzylindrisches Archespor im Sporogon, das die Columella umgibt.
Bei den Bryidae werden die Kapseln stets durch eine Seta emporgehoben, wobei diese auch sehr kurz sein kann. Niemals werden sie durch ein Pseudopodium emporgehoben. Die jungen Kapseln werden noch vom Gewebe des Gametophyten eingehüllt. Dieses reißt schließlich und fällt ab, kann aber die Kapsel auch noch als Kalyptra (Haube)  bedecken.
Die Struktur des Peristoms ist in der Regel familienspezifisch und daher ein wichtiges systematisches Merkmal.

## Morphologische Großgruppen
Die Bryidae können vereinfachend in zwei Gruppen eingeteilt werden: die akrokarpen (gipfelfrüchtige) und in die pleurokarpen (seitenfrüchtige) Laubmoose:
- Bei akrokarpen Laubmoosen werden die Archegonien und damit später die Sporogone an der Spitze des Hauptstämmchens oder eines gleichwertigen Seitenstämmchens gebildet. Die Stämmchen wachsen dabei meist aufrecht (orthotrop) und sind wenig verzweigt.
- Bei pleurokarpen Moosen sitzen die Archegonien an kurzen Seitenzweigen. Die Hauptstämmchen wachsen meist niederliegend (plagiotrop) und sind unregelmäßig bis fiedrig verzweigt.

Diese Unterteilung birgt jedoch viele Probleme. So gibt es niederliegende Moose mit akrokarpen Sporogonen, aber auch aufrechte Moose mit pleurokarpen Sporogonen. Die Perichaetien (aus Blättern gebildete Hülle um die Gametangienstände) stehen immer terminal, also am Ende eines (Seiten)sprosses. Dabei gibt es zwei Fälle mit je zwei Unterteilungen:
1. Die Perichaetien stehen an den Hauptachsen.
  1. Wenn die Pflanze das Wachstum mit Bildung des Perichaetiums einstellt, so ist der Sporogon endständig = akrokarp. Die meisten kurzlebigen Moose gehören hierher.
  2. Ein Seitenast unterhalb des Perichaetiums kann das Wachstum fortsetzen, die Pflanzen haben ein sympodiales Wachstum. Der Sporogon wird scheinbar seitenständig = pseudopleurokarp. Es gibt hier sowohl aufrechte als auch niederliegende Formen.
2. Das Perichaetium steht an einem Seitenast.
  1. Die Perichaetien stehen an reduzierten, knospenartigen Seitenästen = pleurokarp. Die Seitenäste stehen dabei immer in den Achseln von Pseudoparaphyllien. Vertreter sind die Hypnales und Hookeriales.
  2. Stehen die Perichaetien an gestreckten Seitenästen, so nennt man dies kladokarp. Dies tritt oft bei kriechenden Hauptachsen auf (Climacium, Hypnodendron)

Die Unterteilung hat keine besonders große systematische Bedeutung, da bei etlichen Gattungen, etwa Fissidens oder Racomitrium mehrere dieser Formen vorkommen. Pleurokarpie ist aber phylogenetisch erst spät entstanden, das älteste pleurokarpe Fossil ist Muscites gueselinii aus der Trias. Die rein pleurokarpen Gruppen der Hypnales, Thuidiaceae, Leucodontaceae und Hookeriales werden daher als junge Gruppen aufgefasst, die meist als Bodendecker und Epiphyten in Wäldern leben.

## Systematik
Die Bryidae sind eine Unterklasse der Bryopsida innerhalb der Laubmoose (Bryophyta). In der gegenwärtigen Umschreibung wie von Stech und Frey (2009) bilden sie eine monophyletische Gruppe:
- Ordnung Hedwigiales
- Ordnung Helicophyllales
- Ordnung Bartramiales
- Ordnung Splachnales
- Ordnung Bryales
- Ordnung Orthotrichales
- Ordnung Orthodontiales
- Ordnung Aulacomniales
- Ordnung Rhizogoniales
- Ordnung Hypnodendrales
- Ordnung Ptychomniales
- Ordnung Hookeriales
- Ordnung Hypnales